# Leptosophista aleatrix
Leptosophista aleatrix är en fjärilsart som beskrevs av Edward Meyrick 1938. Leptosophista aleatrix ingår i släktet Leptosophista och familjen Crambidae. Inga underarter finns listade i Catalogue of Life.